# Close to Home - Giustizia ad ogni costo
Close to Home - Giustizia ad ogni costo (Close to Home) è una serie televisiva statunitense prodotta dal 2005 al 2007.
Prodotta da Jerry Bruckheimer, questa serie è un genere giuridico che narra le vicende di Annabeth Chase, un'avvocatessa di Indianapolis che dopo essere diventata madre torna ad esercitare la professione.
La serie è stata trasmessa in prima visione negli Stati Uniti da CBS dal 4 ottobre 2005. In Italia è stata trasmessa in prima visione in chiaro da Rai 2 dall'11 giugno 2007, sul satellite da Fox Life dal 5 febbraio 2008, e sul digitale terrestre da Mya dal 27 giugno 2009.

## Episodi
| Stagione         | Episodi | Prima TV originale | Prima TV Italia |
| ---------------- | ------- | ------------------ | --------------- |
| Prima stagione   | 22      | 2005-2006          | 2007            |
| Seconda stagione | 22      | 2006-2007          | 2008            |

## Personaggi e interpreti

### Personaggi principali
- Annabeth Chase (stagioni 1-2), interpretata da Jennifer Finnigan, doppiata da Laura Lenghi.
- Maureen Scofield (stagioni 1-2), interpretata da Kimberly Elise, doppiata da Irene Di Valmo.
- Jack Chase (stagione 1), interpretato da Christian Kane, doppiato da Maurizio Fiorentini.
- Steve Sharpe (stagione 1), interpretato da John Carroll Lynch, doppiato da Enzo Avolio.
- Ray Blackwell (stagione 2), interpretato da Jon Seda, doppiato da Fabrizio Vidale.
- Ed Williams (stagione 2), interpretato da Cress Williams, doppiato da Massimo Bitossi.
- James Conlon (stagione 2), interpretato da David James Elliott, doppiato da Vittorio Guerrieri.

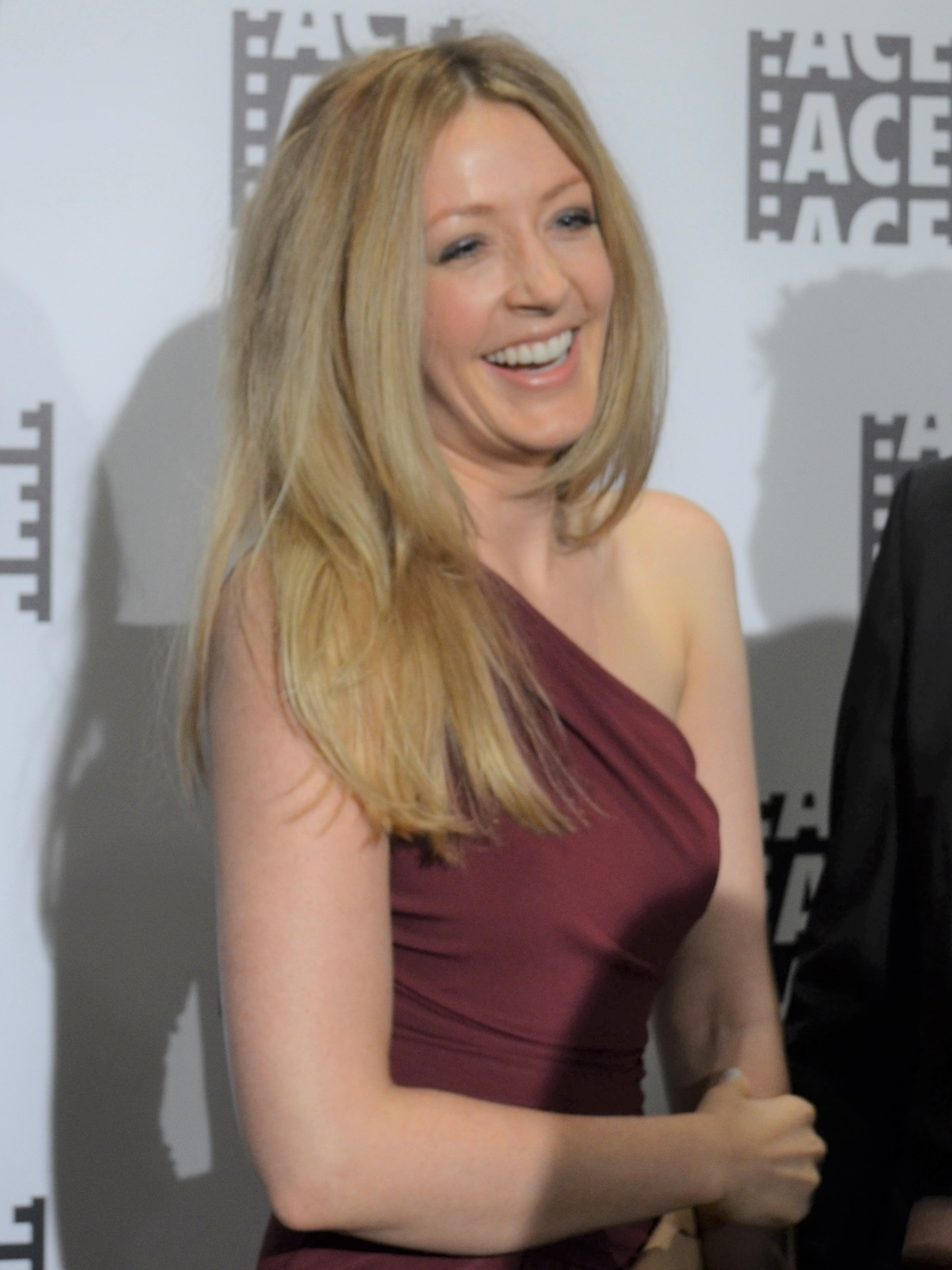
Jennifer Finnigan interpreta Annabeth Chase
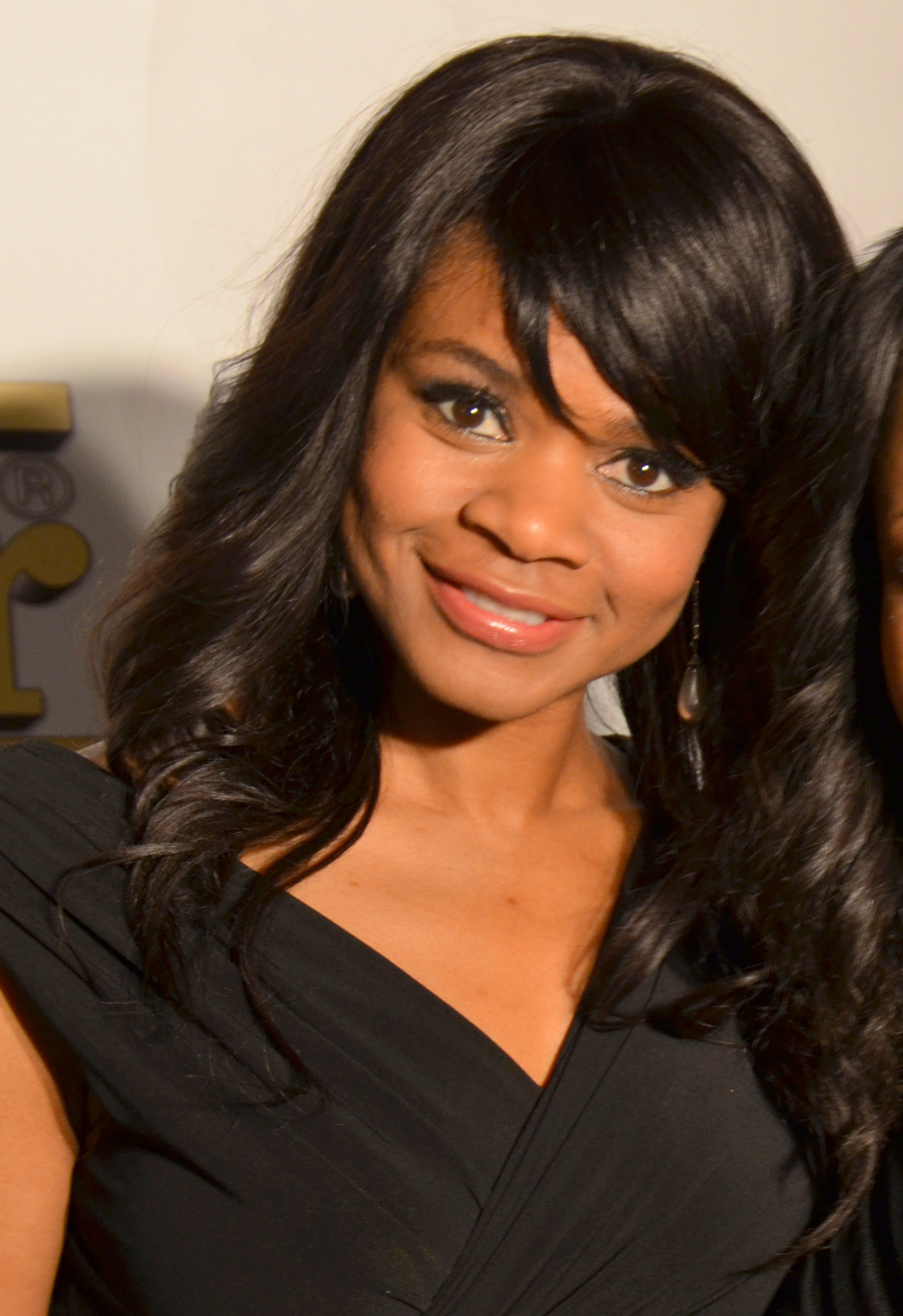
Kimberly Elise interpreta Maureen Scofield
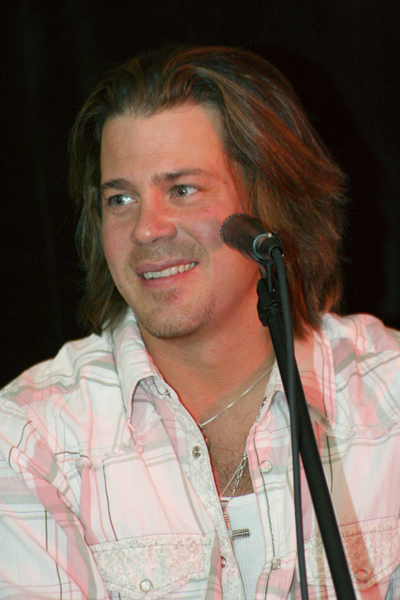
Christian Kane interpreta Jack Chase
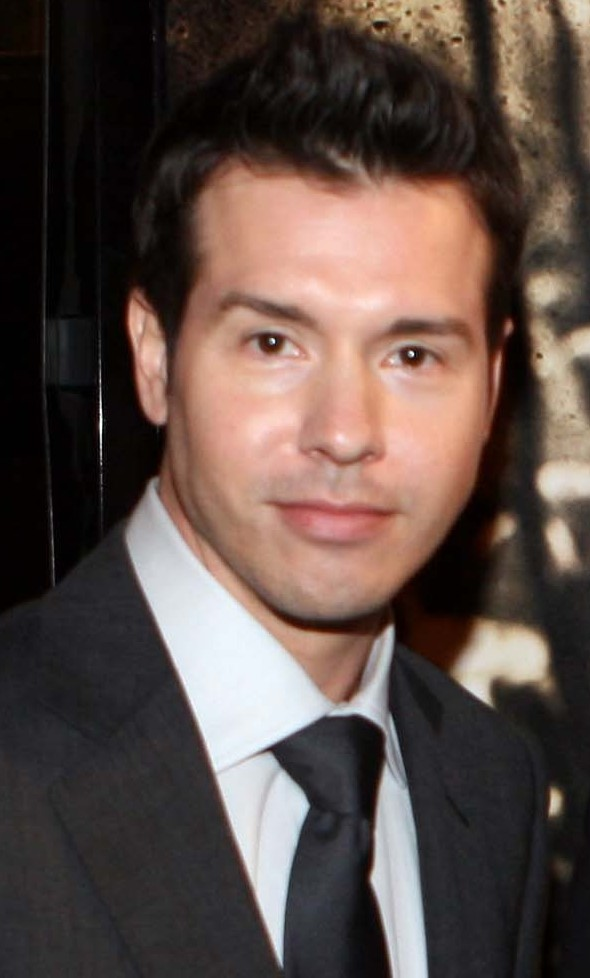
Jon Seda interpreta Ray Blackwell

### Personaggi secondari
- Doug Hellman (stagioni 1-2), interpretato da Bruce Davison, doppiato da Luca Dal Fabbro.
- Detective George Branch (stagione 1), interpretato da Erich Andersen, doppiato da Fabrizio Pucci.
- Detective Mike Pitts (stagione 1), interpretato da Troy Evans, doppiato da Giorgio Lopez.
- Dott. Albert Schmidt (stagioni 1-2), interpretato da Carlos Lacamara, doppiato da Oliviero Dinelli.
- Joseph Wright (stagione 1), interpretato da D.W. Moffett, doppiato da Roberto Pedicini.
- Patrick Lyman (stagione 1), interpretato da Tyrees Allen, doppiato da Sergio Di Stefano.
- Paul Ramont (stagioni 1-2), interpretato da Dennis Boutsikaris, doppiato da Dario Penne.
- Paul Bosco (stagione 2), interpretato da Paul Ben-Victor, doppiato da Stefano De Sando.
- John Marinelli (stagione 2), interpretato da Jordan Belfi, doppiato da Christian Iansante.
- Peter Durkin (stagione 2), interpretato da Jonathan Silverman, doppiato da Francesco Prando.
- Chris Weeder (stagione 2), interpretato da Eric Stoltz, doppiato da Angelo Maggi.
- Samantha Weeder (stagione 2), interpretata da Joanna Going, doppiato da Roberta Greganti.

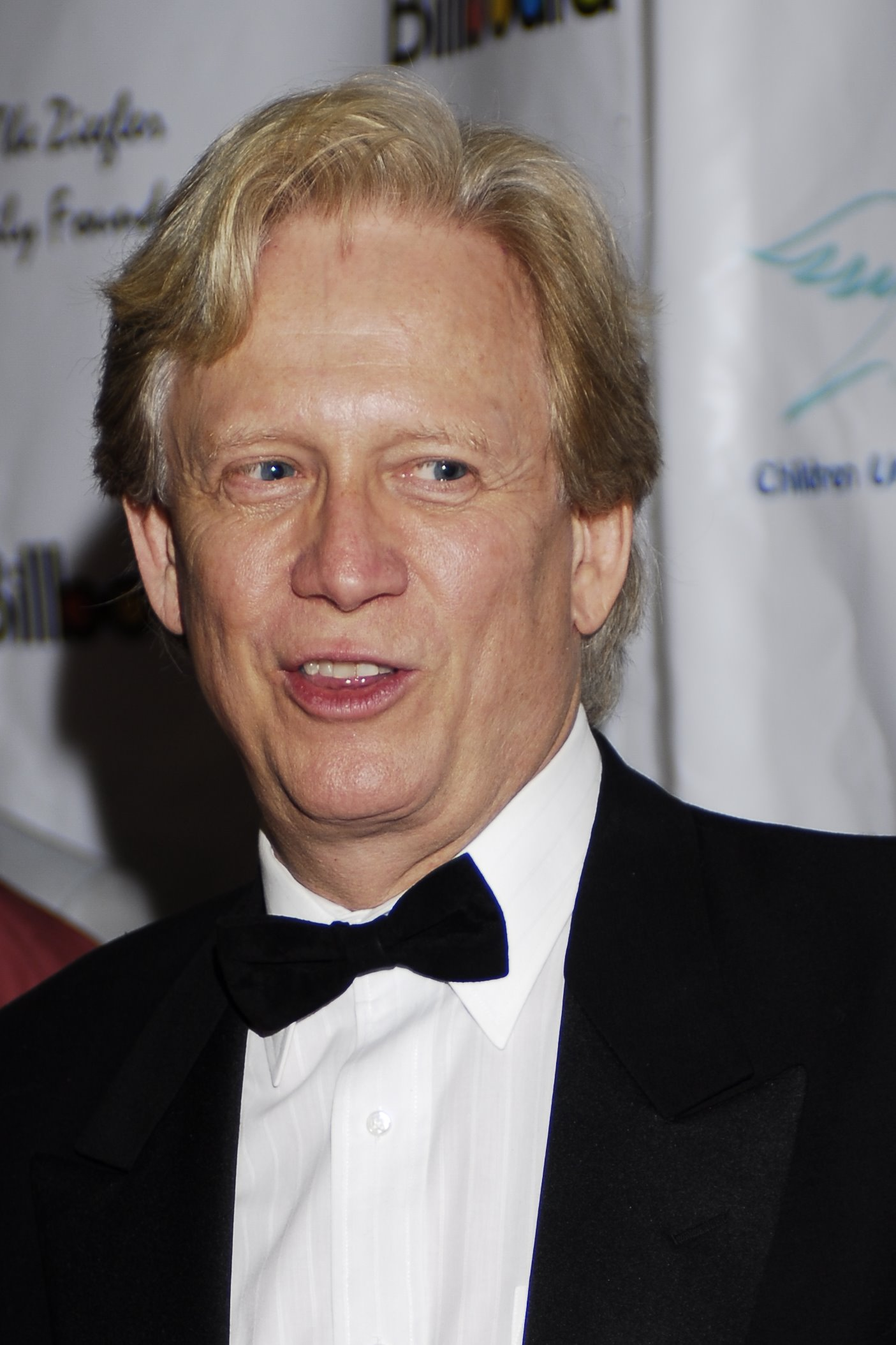
Bruce Davison interpreta Doug Hellman
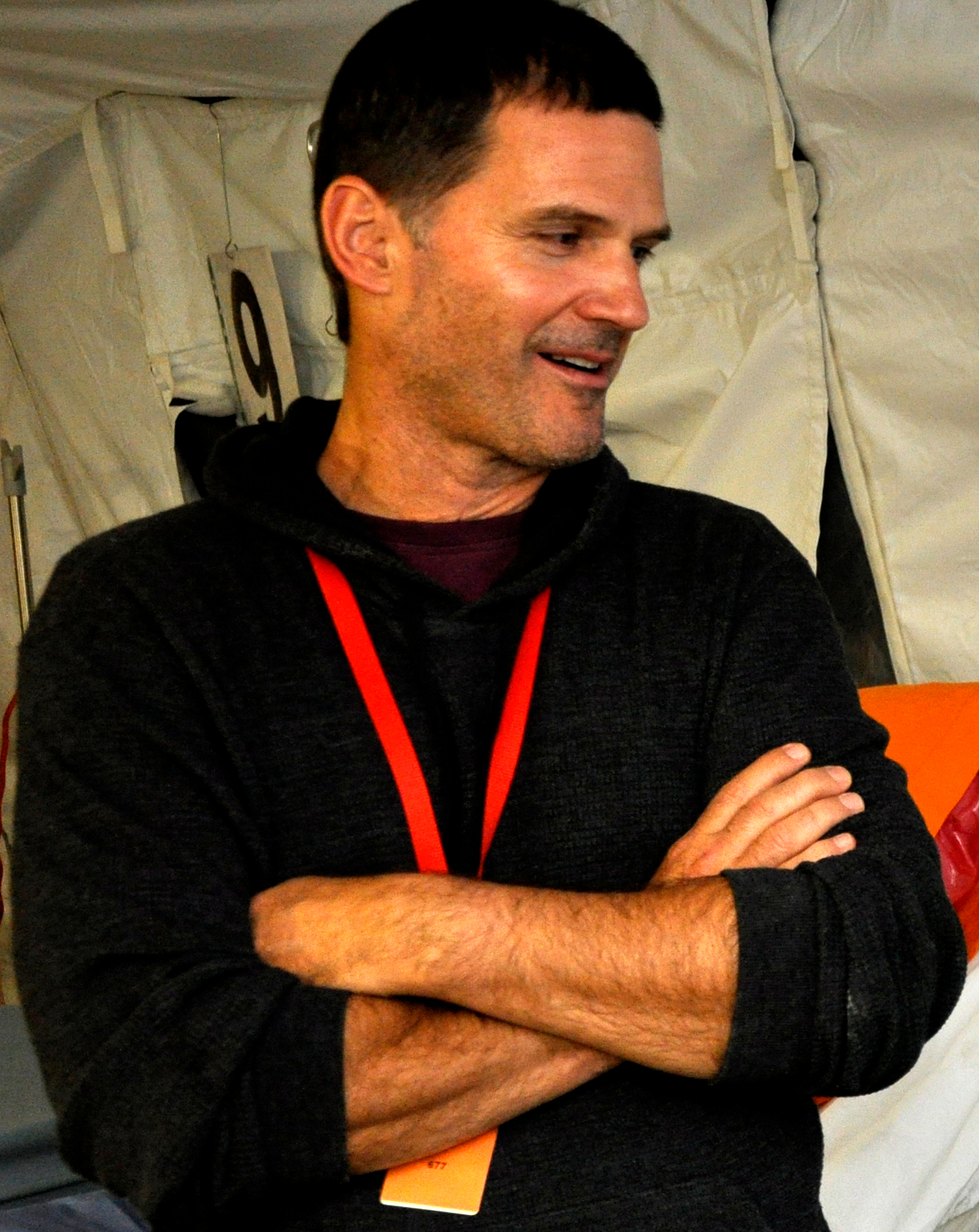
D.W. Moffett interpreta Joseph Wright
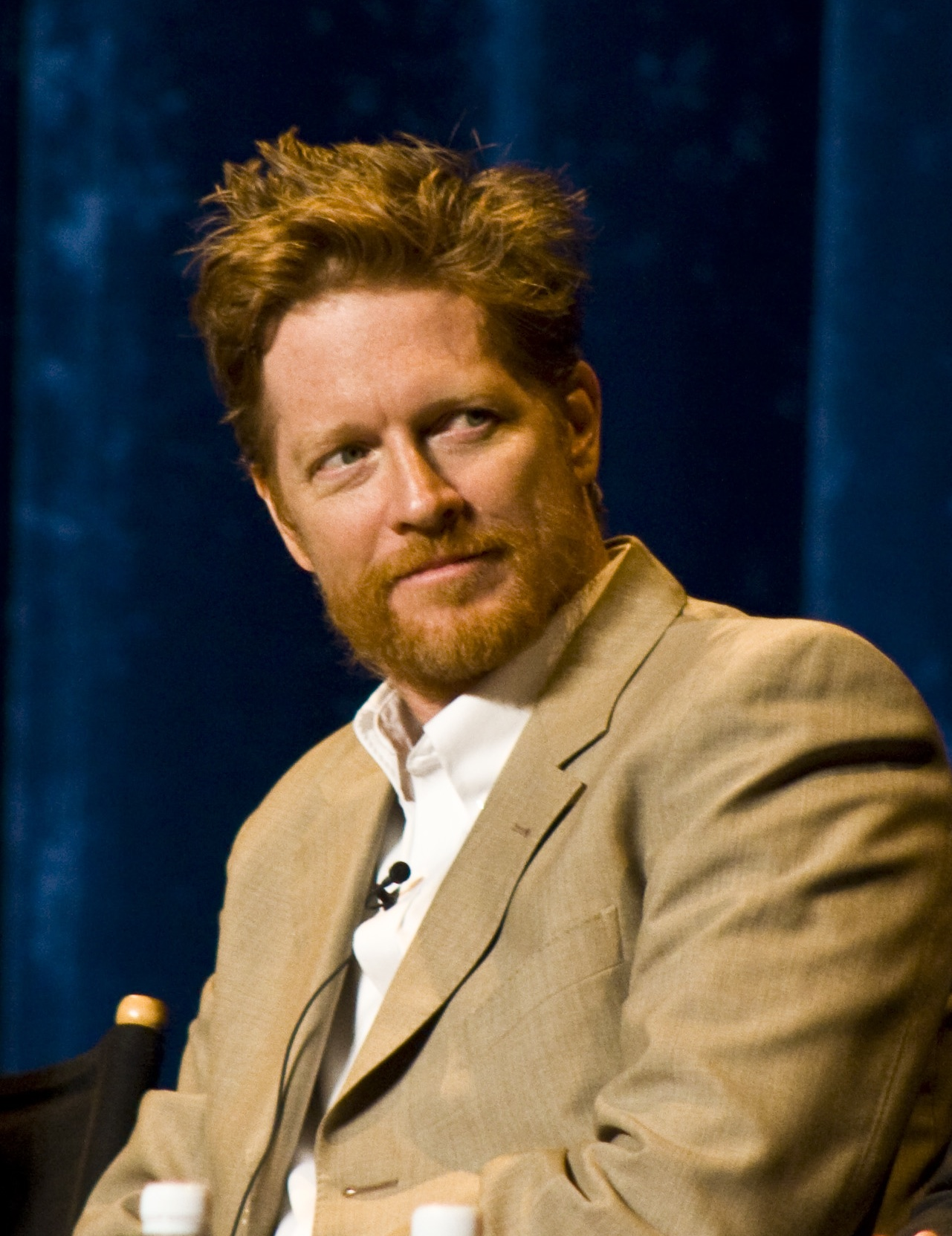
Eric Stoltz interpreta Chris Weeder